# Omake
Omake (御負け, , por vezes grafado おまけ, significando, literalmente, extras) diz respeito, no Japão, aos capítulos extras ou tirinhas nos mangás, extras nos DVDs e nos jogos incluídos na compra de algum produto. No Ocidente, refere-se apenas aos extras que vêm incluídos na compra de anime ou mangá.

## Alguns omakes
- Às vezes mostrando acontecimentos da vida do mangaka Akira Toriyama nos omakes do próprio mangá: Dr. Slump, geralmente, retrata sua infância e adolescência, mas também algumas cenas de quando desenhava alguns de seus mangás, embora essas histórias possam ser reais ou não. Também mostra alguns hábitos do autor.
- No mangá Girl Friends, Milk Morinaga usa os omakes para contar como foi escrever a série (inspiração, adaptações, etc.), mas também para mostrar a personalidade das personagens e para situar o leitor no espaço, com um mapa mostrando a escola das personagens e suas casas.
- No mangá Bakuman são apresentados os storyboards de algumas cenas, primeiro o storyboard do roteirista Tsugumi Ohba e depois do desenhista Takeshi Obata.